# Centrosimetría

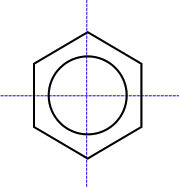
El benceno es una molécula centrosimétrica que tiene un centro de simetría en el centro.

La centrosimetría es, en cristalografía, la propiedad de una estructura cristalina así como de su grupo puntual o  grupo espacial (centrosimétrico) que contiene una simetría central, es decir, que contiene un centro de inversión como uno de sus elementos de simetría. En dicho grupo de puntos, para cada punto (x, y, z) de la celda unitaria hay un punto indistinguible (-x, -y, -z). También se dice que estos grupos de puntos tienen simetría de inversión. La reflexión puntual es un término similar utilizado en geometría. Los cristales con un centro de inversión no pueden mostrar ciertas propiedades, como el efecto piezoeléctrico y el efecto de duplicación de frecuencia (generación de segundo armónico). Además, en dichos cristales, los procesos de absorción de un fotón (OPA) y de absorción de dos fotones (TPA) son mutuamente excluyentes, es decir, no ocurren simultáneamente y proporcionan información complementaria.
Los siguientes grupos espaciales tienen simetría de inversión: el grupo espacial triclínico 2, el monoclínico 10-15, el ortorrómbico 47-74, el tetragonal 83-88 y 123-142, el trigonal 147, 148 y 162-167, el hexagonal 175, 176 y 191-194, el cúbico 200-206 y 221-230.

## Quiralidad y Polaridad
En ausencia de un centro de inversión, los términos quiralidad y polaridad a menudo se utilizan incorrectamente para indicar el grupo de simetría. Los grupos puntuales que carecen de un centro de inversión (no centrosimétricos) pueden ser polares, quirales, ambos o ninguno.
Un grupo puntual quiral (a menudo también llamado enantiomórfico) es aquel que contiene únicamente simetría de rotación propia (a menudo llamada "pura"). Un objeto es quiral si no puede superponerse a su imagen especular mediante una isometría de primer tipo (rotación, traslación). Si el objeto tiene en su grupo de simetría una operación de segundo tipo (reflexión, inversión o rotoinversión) entonces no es quiral. Una molécula o estructura cristalina será quiral sólo si su grupo de simetría puntual contiene sólo operaciones del primer tipo, que para los grupos puntuales cristalográficos se reduce a 1, 2, 3, 4, 6, 222, 422, 622, 32, 23 y 432 (según la notación de Hermann-Mauguin). Los grupos espaciales que corresponden a estos grupos puntuales se denominan grupos de Sohncke. Las moléculas quirales, como las proteínas cristalizan en grupos puntuales quirales.
No existe simetría de inversión, reflexión, rotoinversión o rotoreflexión (es decir, rotación incorrecta) en dicho grupo puntual. Los grupos puntuales cristalográficos quirales incluyen 1, 2, 3, 4, 6, 222, 422, 622, 32, 23 y 432
Los grupos de Sohncke, así como sus grupos puntuales, a veces se denominan erróneamente grupos quirales. Un grupo es en sí mismo quiral si, cuando se observa como un objeto, sus elementos de simetría están relacionados solo por operaciones del primer tipo. Esto corresponde a decir que para ser quiral un grupo de simetría debe tener un normalizador que contenga sólo operaciones del primer tipo. Ahora bien, el normalizador de un grupo de puntos se expresa con respecto al grupo ortogonal O(3) y siempre contiene operaciones del segundo tipo. Por tanto, un grupo puntual nunca puede ser quiral. Por el contrario, el normalizador de un grupo espacial se expresa con respecto al grupo euclidiano E(3) y puede ser quiral. Entre los 230 tipos de grupos espaciales, 22 son quirales y forman 11 pares de grupos enantiomórficos. Este es un subconjunto de los grupos de Sohncke.
Los grupos puntuales consistentes con la existencia de una propiedad vectorial polar son parte de los grupos no centrosimétricos y a menudo se denominan grupos polares, lo que puede resultar confuso. En efecto, una propiedad vectorial polar puede existir en los grupos puntuales cristalográficos 1, 2, 3, 4, 6, m, mm2, 3m, 4mm y 6mm, donde se observa el efecto piroeléctrico: hablamos entonces de grupos piroeléctricos. Un grupo como 321 no es compatible con la existencia de una propiedad vectorial polar. Sin embargo, no existe ninguna operación que intercambie las dos mitades de cada eje binario volviéndolo apolar. El término grupo polar sugiere que el grupo en sí contiene direcciones polares, como en el ejemplo en cuestión, mientras que el término grupo piroeléctrico indica que ninguna propiedad de vector polar es compatible con este grupo.
Los restantes grupos puntuales cristalográficos no centrosimétricos 4, 42m, 6, 6m2, 43m no son polares ni quirales.